# Tajura (fiume)
Il Tajura (in russo Таюра?) è un fiume della Russia siberiana orientale,  affluente di destra della Lena. Scorre nell'Ust'-Kutskij rajon dell'Oblast' di Irkutsk.
Il fiume scorre con direzione mediamente settentrionale, parallelamente al corso della Lena; ha una lunghezza di 216 km; l'area del suo bacino è di 5 720 km². Sfocia nella Lena a 3 384 km dalla foce. Suo maggior affluente, da destra, è la Nija (lunga 98 km). Il fiume gela da ottobre a maggio.